# Neliopisthus densatus
Neliopisthus densatus là một loài tò vò trong họ Ichneumonidae.